# David Berg
David Brandt Berg (Oakland, Califórnia, 18 de fevereiro de 1919 — Portugal, 11 de outubro de 1994), também conhecido pelo pseudônimo Moses David, foi o fundador e líder do movimento religioso anteriormente conhecido por Meninos de Deus, agora chamado "A Família Internacional".

## Primeiros Anos (1919 - 1968)
Berg era filho de Hjalmer Emmanuel Berg e Rev. Virginia Lee Brandt, o caçula de três filhos. Virginia Brandt, uma evangelista cristã, era filha do Rev. John Lincoln Brandt (1860 - 1946), um pastor, escritor e pregador dos Discípulos de Cristo,  de Muskogee, Oklahoma. David Berg se formou na Monterey High School (em California) em 1935 e posteriormente  frequentou a Elliott School of Business Administration.
Assim como o pai, Berg se tornou pastor na Christian and Missionary Alliance, e foi enviado a Valley Farms, Arizona, EUA. Berg teria sido expulso da organização devido a diferenças nos seus ensinamentos e por comportamento inapropriado com uma funcionária da igreja. Nos escritos de Berg ele afirma que a expulsão foi devida à sua defesa de uma maior diversidade racial na congregação.
Fred Jordan, amigo e chefe de Berg, permitiu que ele e sua família abrissem uma sucursal da sua Clínica de Almas em Miami, Florida, EUA como uma escola para treinamento de missionários. Depois de se ver em dificuldades com autoridades locais por seus métodos agressivos de proselitismo, Berg se mudou com sua família  para a Clínica de Almas do Texas de Fred Jordan.
Também era um antissemita declarado e pedófilo.

## Meninos de Deus/A Família (1968 - 1994)
David Berg (também conhecido por Rei David, Mo, Moses David, Pai David, Papai, ou Vovô para membros dos Meninos de Deus) fundou a organização conhecida por Meninos de Deus, e mais tarde por "A Família do Amor" ou "A Família" e atualmente "A Família Internacional", in 1968.
Ele viveu em total segredo e afastamento de seus seguidores e,  junto com Karen Zerby é suspeito de ter usado um passaporte australiano falso para viajar.
Pelo menos seis mulheres, inclusive suas duas filhas e duas de suas netas, alegaram publicamente terem sido sexualmente abusados por Berg quando crianças. A filha mais velha de Berg, Deborah Davis, escreveu um livro no qual ela acusa o pai de molestar sexualmente tanto dela, quanto de sua irmã, quando eram crianças, e de ter tentado fazer sexo com ela quando adulta. Sua irmã, Faith Berg, corroborou essas acusações, no entanto as descreveu de maneira positiva.
Num caso de custódia-infantil no Reino Unido, a neta de Berg, Merry Berg, testemunhou que Berg a molestara sexualmente quando era uma jovem adolescente. Outra neta de Berg, Joyanne Treadwell Berg, alegou em uma rede de televisão americana ter sido abusada suxualmente por David Berg. O filho adotivo de Berg, Ricky Rodriguez, escreveu um artigo em um site na Internet (MovingOn.org) no qual ele descreve os desvios de comportamento de Berg com um número de mulheres e crianças. Davida Kelley, filha da babá de Ricky, Sarah Kelley, acusou Berg de molestá-la em um artigo na revista Rolling Stone de Junho de 2005. No mesmo artigo, uma mulher identificada por Armendria elega que David Berg abusou sexualmente dela quando tinha treze anos de idade.
Berg também foi acusado de incentivar, e permitir, que membros de sua seita também molestassem sexualmente e usassem de violência contra crianças; como no caso Serena Kelley.
Berg por vezes previu eventos apocalíptico, no entanto nenhuma de suas previsões se cumpriu. Sua previsão mais conhecida foi a de que um cometa destruiria os Estados Unidos em 1973 ou 1974. Ele também predisse que a tribulação teria início em 1989 e que a segunda vinda de Cristo aconteceria em 1993.
Ele escreveu ou ditou mais de 3,000 livretos, conhecidos por "Cartas de Mo"  ("Mo" é a forma abreviada do pseudônimo "Moses David"), que cobrem uma ampla variedade de assuntos espirituais e práticos e foram usados com um veículo para disseminar e introduzir doutrinas religiosas e políticas para seus seguidores. Devido a sua obsessão com o sigilo, até sua morte todas as suas fotos em publicações do grupo tinham sua face coberta com desenhos rudimentares a lápis, frequentemente representando-o como um leão antropomórfico.
Berg faleceu em 1994 e foi enterrado em Costa de Caparica, Portugal (seus restos mortais foram posteriormente cremados). Sua organização é atualmente dirigida por sua viúva Karen Zerby (que ele tomou como "segunda esposa" em agosto de 1969; conhecida como Mamãe Maria ou Rainha Maria nos Meninos de Deus) e Steven Douglas Kelly (um americano também conhecido como Christopher Smith, Peter Amsterdam, ou Rei Peter para membros do grupo).

## Família Pessoal
David Berg casou-se com sua primeira esposa, Jane Miller (conhecida por "Mãe Eva" nos Meninos de Deus), em 22 de julho de 1944 em Glendale, Califórnia. Tiveram quatro filhos: 
Linda (n. 10 de setembro de 1945, conhecida como "Déborah" nos Meninos de Deus);Merry Berg (n. em 1972, conhecida como "Mene" no grupo); Jonathan Emanuel (n. em janeiro de 1949, conhecido como "Hosea" no grupo; e Faithy (n. em fevereiro de 1951).
Berg também adotou informalmente Ricky Rodriguez, filho de sua segunda esposa Karen Zerby. Nos anos 1970 e 1980, fotografias de Rodriguez (também conhecido por "Davidito") sendo submetido a abuso sexual por adultos que cuidavam dele foram disseminadas no grupo por Berg e Zerby num livro de cuidado infatil chamado "A História de Davidito". Em 2005, Ricky Rodriguez assassinou uma de suas babás (também mostrada no livro) antes de acabar com a própria vida horas depois.

## Opiniões Sociológicas
O sociólogo Dr. Thomas Robbins argumenta que a liderança de Berg dos Meninos de Deus era baseada em autoridade carismática.